# 谢斯雷
谢斯雷（法語：Chéserex，法語發音：[ʃez(ə)ʁɛ] ⓘ）是瑞士联邦西部法语区的沃州下设的一个镇。在行政上属于尼永区管辖。谢斯雷的总面积为10.56平方公里。截至2010年底，总人口为1,220。

## 历史
庞蒙修道院的所在地。